# Coelogyne lactea
Coelogyne lactea é uma espécie de orquídea epífita, família Orchidaceae, originária da Indochina.